# Дестунис, Гавриил Спиридонович
 Гавриил Спиридонович Дестунис  (1818, Санкт-Петербург — 1895, Санкт-Петербург) — русский историк и филолог, доктор греческой словесности, ординарный профессор Петербургского университета.

## Биография
Родился 16 (28) марта 1818 года в Санкт-Петербурге в семье историка Спиридона Юрьевича Дестуниса. Мать Анастасия Васильевна, урождённая Геракова (1783—1853). По причине заграничной службы отца начало его детство (до 1826 года) прошло в Турции и Италии. Отец и подготовил его к поступлению в университет. В 1834 году он поступил в Императорский Санкт-Петербургский университет, 1-е отделение (историко-филологическое) философского факультета которого окончил в 1838 году со степенью кандидата.
На протяжении восьми лет страдал сильной хронической болезнью, для лечения которой уехал в Афины, где пробыл два года. В 1848 году поступил в Азиатский департамент Министерства иностранных дел в качестве греческого переводчика. Затем он был приглашён в качестве учителя греческого языка в Институт Восточных языков[уточнить], а также был преподавателем Всеобщей и русской истории в женских учебных заведениях — в частности, в педагогическом классе Александровского училища (1862—1865).
В 1860 году стал безвозмездно читать лекции о Византии на кафедре греческой словесности Санкт-Петербургского университета; в 1864 году назначен приват-доцентом. В 1865 году за свои научные труды получил степень доктора греческой философии, а в 1867 году избран экстраординарным профессором и вскоре был назначен ординарным профессором.
С 21 декабря 1874 года — действительный статский советник. Был награждён российскими орденами Св. Станислава 1-й ст. (1879) и 2-й ст. с императорской короной (1864), Св. Владимира 3-й ст. (1872) и Св. Анны 2-й ст. (1868), а также командорским крестом греческого орденом Спасителя (1869).
После ухода из университета 29 октября 1879 года Дестунис получил звание почётного члена университета. В 1894 году избран членом-корреспондентом Академии наук. Скончался в Санкт-Петербурге 19 (31) марта 1895 года. Похоронен на Смоленском православном кладбище.